# Notholca psammarina
Notholca psammarina är en hjuldjursart som beskrevs av Buchholz och Rühmann 1956. Notholca psammarina ingår i släktet Notholca och familjen Brachionidae. Arten är reproducerande i Sverige. Inga underarter finns listade i Catalogue of Life.